# Gombakorall
A gombakorall (Fungia fungites) a virágállatok (Anthozoa) osztályának a kőkorallok (Scleractinia) rendjébe, ezen belül a Fungiidae családjába tartozó faj.
Családjának a típusfaja. Korábban a Fungia korallnembe több alnem és körülbelül 140-150 faj volt besorolva, azonban manapság egyedül csak a gombakorall maradt meg ebben. A többit más nemekbe sorolták át, vagy valamelyik más faj szinonimájává váltak.

## Előfordulása
A gombakorall előfordulási területe a Vörös-tenger, az egész Indiai-óceán és a Csendes-óceán legnyugatabbi része. A Nagy-korallzátony egyik főbb faja.

## Megjelenése
A telepei kör alakúak, amiknek az átmérője 28-30 centiméteres is lehet. A felszíne kissé kidomborodó, és tüskék védik. Az élő példányok lehetnek barna színűek vagy foltozottak.

## Életmódja
Az elterjedési területén a homokos, kavicsos és víz alatti sziklás felszíneken gyakorinak számít. 35 méteres mélységben is fellelhető, azonban ez az élőhelyének a határa. Az Anchimolgus latens, Anchimolgus punctilis és Odontomolgus scitulus nevű evezőlábú rákok élősködnek ezen a kőkorallon. A Schedomolgus dumbensis nevű evezőlábú rákfajjal viszont szimbiózisban áll; azonban még nem tudjuk, hogy a két állatfaj mit nyer egymástól.

## Képek

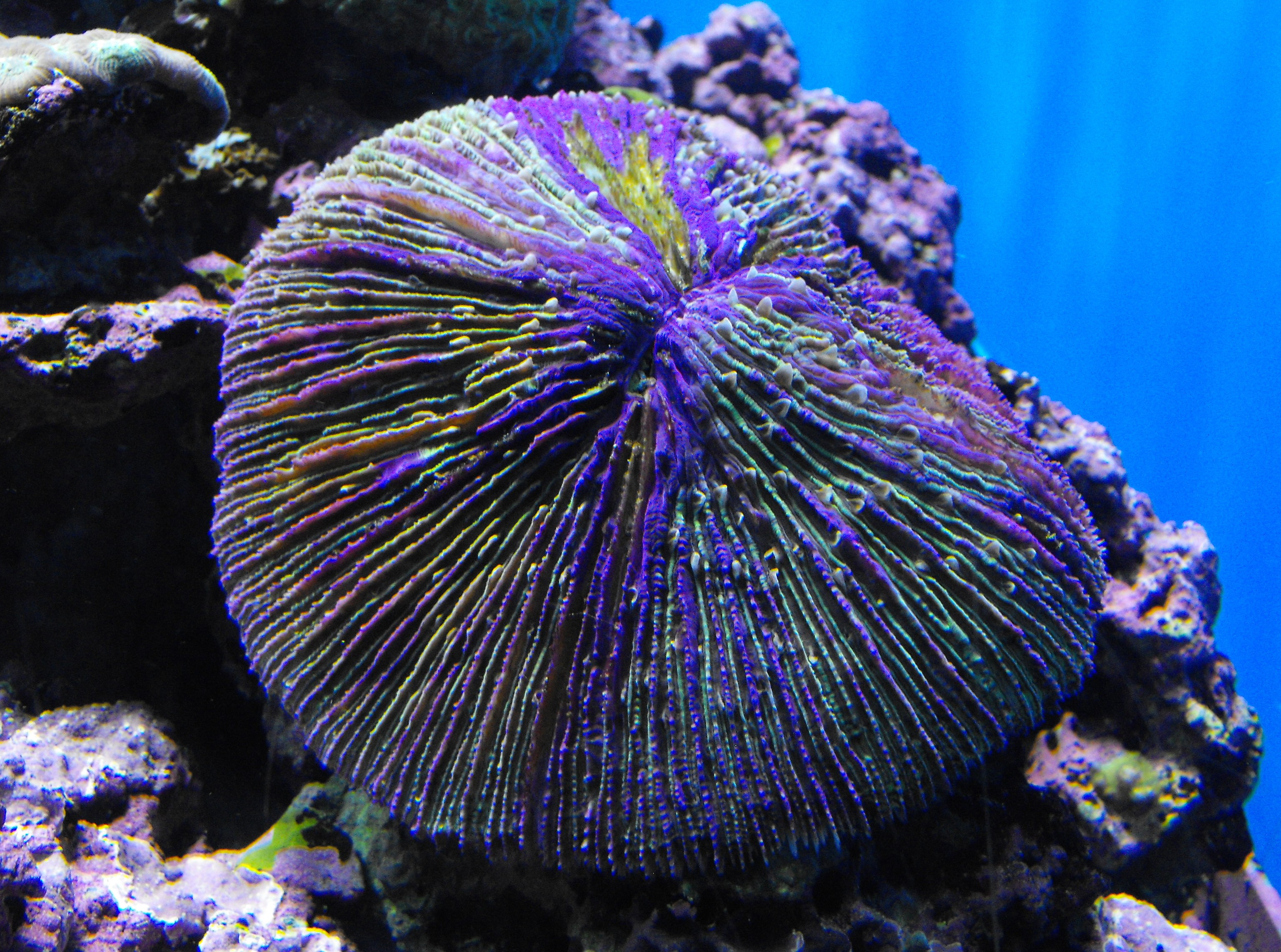
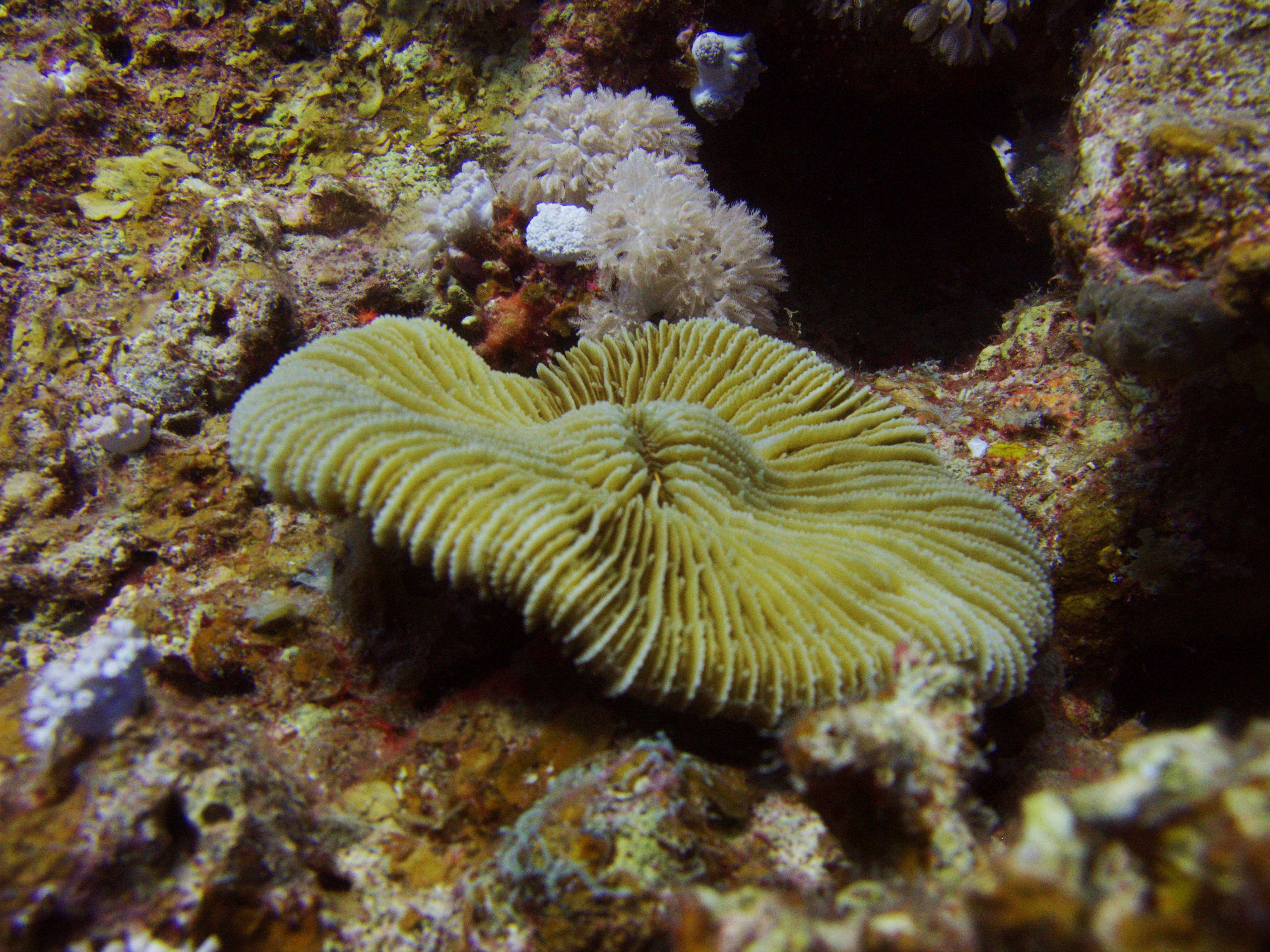
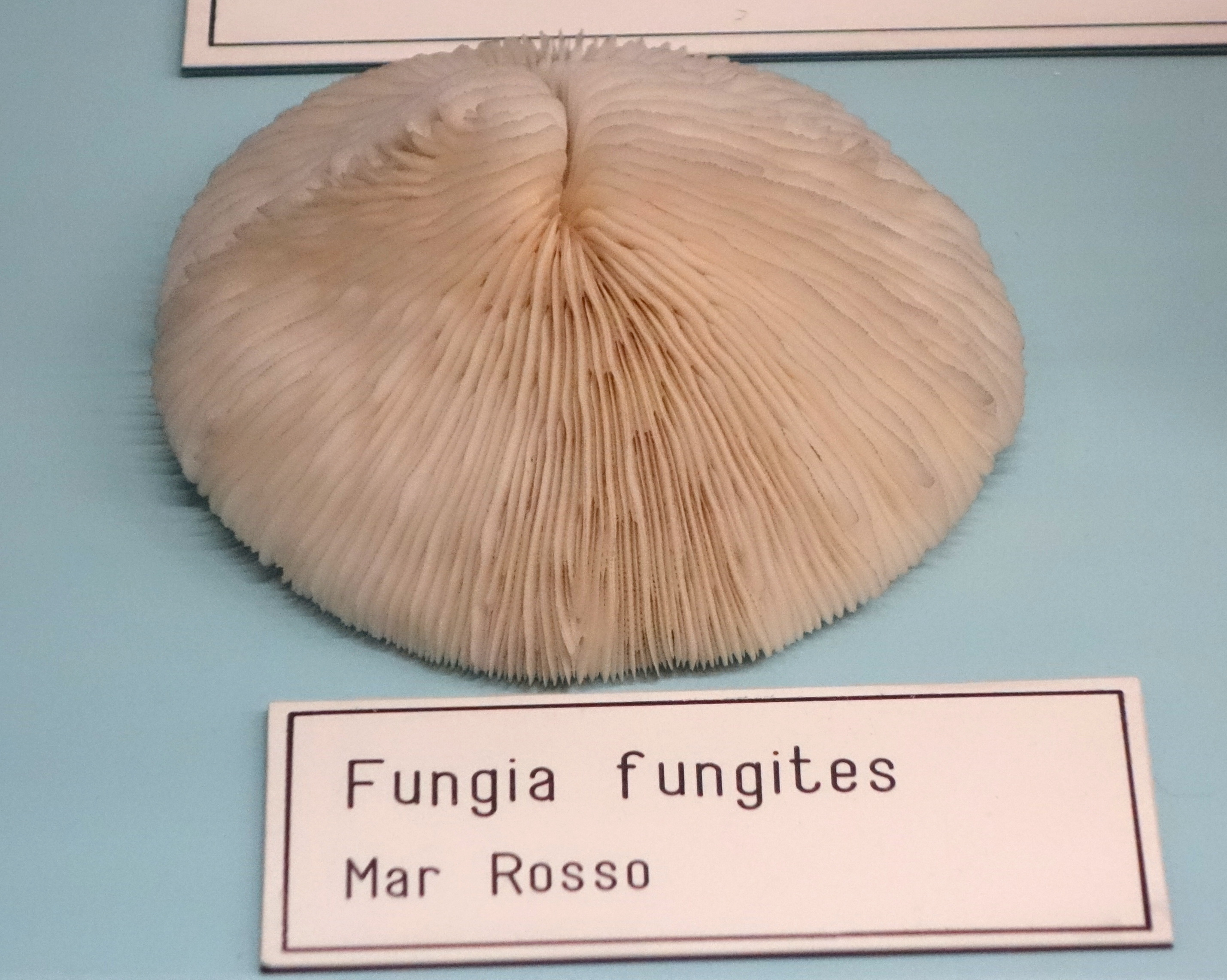
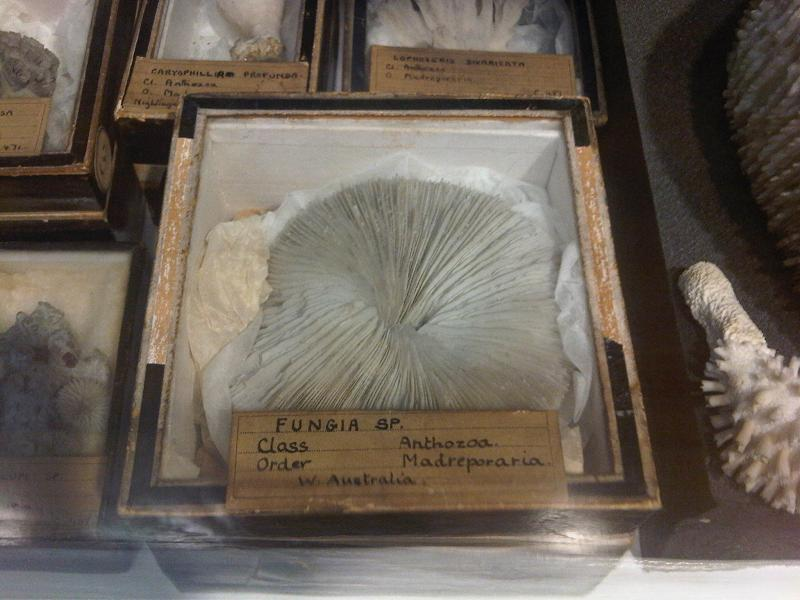